# Geneva (Alabama)
Geneva − miasto w południowo-wschodniej części Stanów Zjednoczonych, w Alabamie, stolica hrabstwa Geneva.

## Demografia
- Liczba ludności: 4217 (2023)[1]
- Gęstość zaludnienia: 101,3 os./km²
- Powierzchnia: 41,62 km²